# Goldner Steinrück
Der Goldne Steinrück (auch Goldener Steinrück oder Goldener Stein) ist ein 578,1 m ü. NHN hoher Berg des Vogelsbergs im Vogelsbergkreis, Hessen (Deutschland).
Der Goldne Steinrück befindet sich zwischen Engelrod, einem Ortsteil von Lautertal, im Südosten und Helpershain, einem Stadtteil von Ulrichstein, im Nordwesten.
Auf dem Goldnen Steinrück befindet sich ein Windpark mit 43 Windkraftanlagen (→ Windpark „Goldner Steinrück“). Er ist der größte und leistungsfähigste der fünf Windparks im Stadtgebiet von Ulrichstein und er erstreckt sich darüber hinaus auf die Gemarkungen von Dirlammen, Engelrod und Meiches, die zur Nachbargemeinde Lautertal gehören. Zugleich ist er der größte zusammenhängende Windpark (nach der Zahl der Anlagen und der Gesamtnennleistung) in Hessen.
Naturschützer kritisieren die Nähe dieser Windparks zu den Zugrouten und Lebensräumen von Vögeln.
Nach einer Klage des NABU vor dem Hessischen Verwaltungsgerichtshof in Kassel setzte dieser am 14. Mai 2012 die Betriebsgenehmigung für fünf von sieben im Vorjahr mit einer Nabenhöhe von 138 m errichteten Windkraftanlagen vorläufig aus. Anfang Dezember 2012 trafen die beteiligten Parteien eine Vereinbarung zur Beendigung des Rechtsverfahrens, die die Einrichtung eines Fonds zum Schutz der Artenvielfalt mit einem Startkapital von 500.000 Euro einschließt.
Die Firma Energiekontor plante ein Repowering ihrer vier Anlagen in der Gemarkung Engelrod bis Ende 2014, wobei die drei neuen Anlagen eine Leistung von jeweils 2,4 bis zu 3,4 MW erreichen sollten. Ähnlich wie im Fall anderer Windparkprojekte im Vogelsbergkreis formierte sich dagegen die Ortsgruppe einer 2012 gegründeten regionalen Bürgerinitiative, die neben der Veränderung des Landschaftsbildes auch eine von ihr angenommene Unwirtschaftlichkeit der Windenergie im Vogelsberg und mögliche Gesundheitsschäden durch Schallemissionen beklagt.